# Stephen Peter Rigaud
Stephen Peter Rigaud (1774 – 1839) fue un astrónomo y matemático inglés. Fue un miembro del Exeter College desde el año 1794 al 1810, mantuvo el cargo de Savilian Chair of Geometry en la Universidad de Oxford en el periodo de 1810 hasta 1827, el cargo de Savilian Professor of Astronomy desde 1827 hasta 1839. Estuvo especialmente interesado en la historia de la ciencia.

## Trabajos
Uno de los libros que más relevante fue;
- Historical essay on the first publication of Sir Isaac Newton’s Principia (Publicado en 1838 por primera vez)
- Miscellaneous works and correspondence of the Rev. James Bradley (Oxford, 1832)
- Correspondence of Scientific Men of the Seventeenth Century, un ttrabajo póstumo (Oxford, 1841).